# Lista odcinków serialu Kalifornijski guru
Poniżej znajduje się lista odcinków serialu telewizyjnego Kalifornijski guru, dostępnego od 11 marca 2016 roku na platformie Netflix.
| Sezon | Sezon | Odcinki | Oryginalna emisja Netflix | Oryginalna emisja Netflix | Oryginalna emisja Netflix Polska | Oryginalna emisja Netflix Polska | Oryginalna emisja Netflix Polska |
| Sezon | Sezon | Odcinki | Premiera sezonu           | Finał sezonu              | Premiera sezonu                  | Finał sezonu                     |                                  |
| ----- | ----- | ------- | ------------------------- | ------------------------- | -------------------------------- | -------------------------------- | -------------------------------- |
|       | 1     | 8       | 11 marca 2016             | 11 marca 2016             | 11 marca 2016                    | 11 marca 2016                    |                                  |
|       | 2     | 6       | 2 czerwca 2017            | 2 czerwca 2017            | 2 czerwca 2017                   | 2 czerwca 2017                   |                                  |

## Sezon 1 (2016)
| Nr | # | Tytuł       | Reżyseria               | Scenariusz                 | Premiera Netflix | Premiera Netflix Polska |
| -- | - | ----------- | ----------------------- | -------------------------- | ---------------- | ----------------------- |
| 1  | 1 | Westminster | Wally Pfister           | Will Arnett, Mark Chappell | 11 marca 2016    | 11 marca 2016           |
| 2  | 2 | Horizon     | Wally Pfister           | Will Arnett, Mark Chappell | 11 marca 2016    | 11 marca 2016           |
| 3  | 3 | Rose        | Josh Gordon, Will Speck | Will Arnett, Mark Chappell | 11 marca 2016    | 11 marca 2016           |
| 4  | 4 | Palms       | Josh Gordon, Will Speck | Will Arnett, Mark Chappell | 11 marca 2016    | 11 marca 2016           |
| 5  | 5 | Electric    | Tom DiCillo             | Will Arnett, Mark Chappell | 11 marca 2016    | 11 marca 2016           |
| 6  | 6 | Shell       | Tom DiCillo             | Will Arnett, Mark Chappell | 11 marca 2016    | 11 marca 2016           |
| 7  | 7 | 7th         | Wally Pfister           | Will Arnett, Mark Chappell | 11 marca 2016    | 11 marca 2016           |
| 8  | 8 | Sunset      | Wally Pfister           | Will Arnet, Mark Chappell  | 11 marca 2016    | 11 marca 2016           |

## Sezon 2 (2017)
| Nr | # | Tytuł     | Reżyseria            | Scenariusz                 | Premiera Netflix | Premiera Netflix Polska |
| -- | - | --------- | -------------------- | -------------------------- | ---------------- | ----------------------- |
| 9  | 1 | Day One   | Michael Patrick Jann | Will Arnett, Mark Chappell | 2 czerwca 2017   | 2 czerwca 2017          |
| 10 | 2 | Day Two   | Michael Patrick Jann | Maggie Rowe                | 2 czerwca 2017   | 2 czerwca 2017          |
| 11 | 3 | Day Three | Mark Chappell        | Bobby Bowman               | 2 czerwca 2017   | 2 czerwca 2017          |
| 12 | 4 | Day Four  | Will Arnett          | Jim Vallely                | 2 czerwca 2017   | 2 czerwca 2017          |
| 13 | 5 | Day Five  | Ben Berman           | Evan Mann, Gareth Reynolds | 2 czerwca 2017   | 2 czerwca 2017          |
| 14 | 6 | Day Six   | Ben Berman           | Will Arnett, Mark Chappell | 2 czerwca 2017   | 2 czerwca 2017          |